# 永野忠一
永野 忠一（ながの ただかず、1901年1月 - 2003年10月24日）は、日本の民俗学者、歌人、教員。

## 来歴
1921年に、大阪府天王寺師範学校を卒業し、1925年に大阪府立堺中学校（現・大阪府立三国ヶ丘高等学校）教諭となる。
1963年に、三国ヶ丘高等学校を定年で退職した。
1981年の宮中歌会始に自作の歌が選歌されている。
子に比較言語学者の永野芳郎。

## 著書
- 『紫式部日記評釈』健文社、東京、1929年。
- 『黒猫物語』習俗同攻会<習俗双書>、1950年
- 『野ら猫を飼う記』習俗同攻会<習俗双書>、1951年
- 『猫の生きざま』習俗同攻会<習俗双書>、1960年
- 『猫その名と民俗』習俗同攻会<習俗双書>、1965年
- 『エジプト猫　その行方』習俗同攻会<習俗双書>、1969年
- 『怪猫思想の系譜』習俗同攻会<習俗双書>、1969年
- 『柿との対話』永野/忠一、高石、1971年。
- 『信仰と猫の習俗』永野忠一、1971年。
- 『猫の幻想と俗信 : 民俗学的私考』習俗同攻会、高石〈習俗双書〉、1978年。
- 『日中を繋ぐ唐猫 : 中国の猫文化史』習俗同攻会、高石〈習俗双書〉、1982年。
- 『猫と日本人 : 猫の文化史』習俗同攻会、高石〈習俗双書〉、1982年。
- 『猫の民俗誌 : 続、猫と日本人』習俗同攻会、高石〈習俗双書〉、1986年1月。
- 『猫と故郷の言葉 : 猫をめぐる民俗語彙 その解説と猫の民俗採集要項』習俗同攻会、高石〈習俗双書〉、1987年。
- 『柿の信仰と伝承 : 柿の民俗誌』習俗同攻会、高石〈習俗双書〉、1994年。
- 『猫と源氏物語』習俗同攻会、高石〈習俗双書〉、1997年。
- 『蟹の旅』習俗同攻会<習俗双書>、1998年
- 『春の木 : 合字歌』習俗同攻会、高石〈習俗双書〉、2000年。
- 『秋の木』習俗同攻会、藤井寺〈習俗双書〉、2002年。